# Corps Suevia Heidelberg

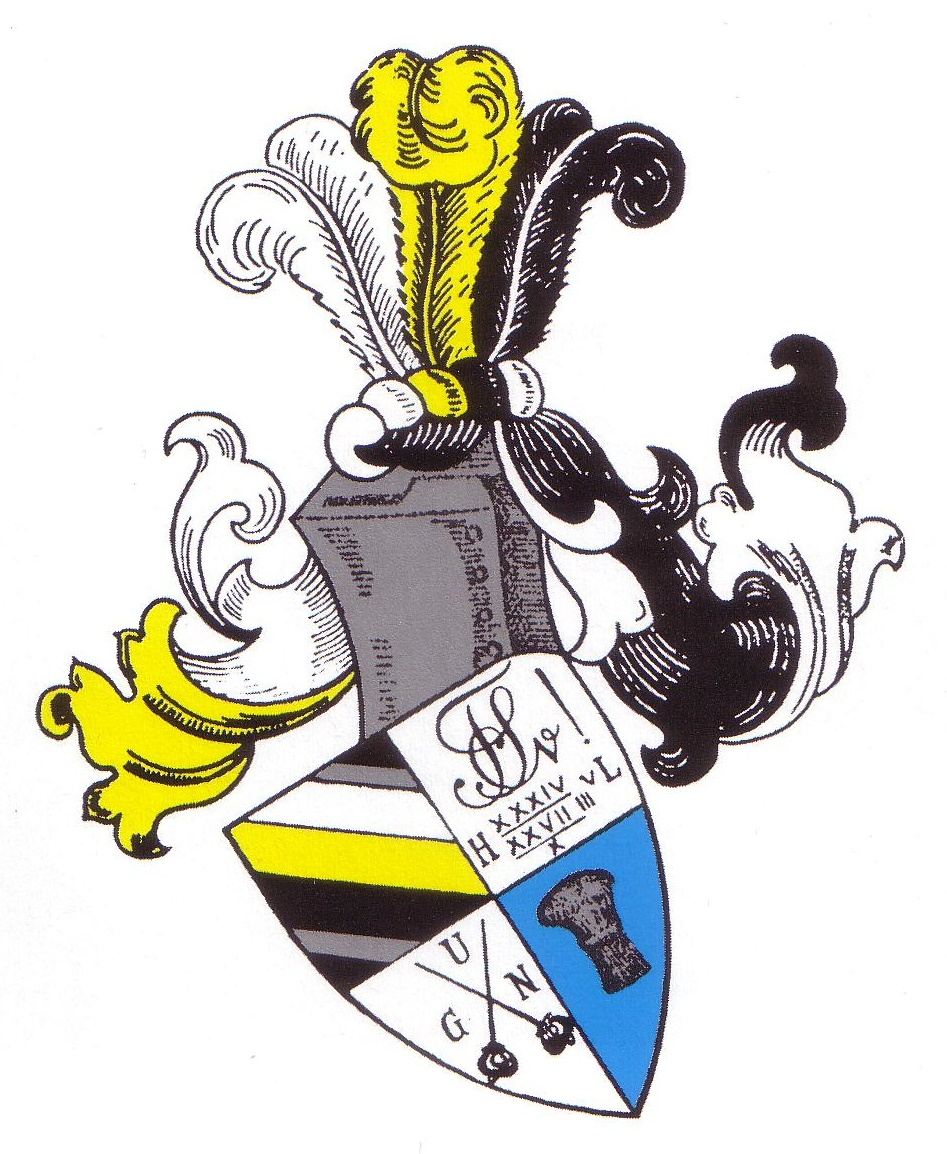
Wappen

Das Corps Suevia Heidelberg ist ein Corps (Studentenverbindung) im Kösener Senioren-Convents-Verband (KSCV). Das Corps ist pflichtschlagend und farbentragend. Es vereint Studenten und ehemalige Studenten der Ruprecht-Karls-Universität Heidelberg. Die Corpsmitglieder werden Heidelberger Schwaben genannt.

## Couleur und Wahlspruch
Suevia hat die Farben „schwarz-gelb-weiß von unten“ mit goldener Perkussion. Dazu wird eine gelbe Mütze getragen. Suevia hat kein Fuchsenband, die „Füchse“ tragen nur die Mütze.
Der Wahlspruch lautet „Virtute constanti fulget salus!“ (deutsch: „Dem in der Tugend Beständigen leuchtet das Heil!“), der Wappenspruch „Gladius ultor noster!“ (deutsch: „Das Schwert sei unser Rächer!“).

## Geschichte

### Gründungszeit
Die älteste Heidelberger Suevia entstand 1805 durch Umwandlung des Corps der pfälzischen Landsmannschaft (Palatia I), verschwand aber schon nach wenigen Semestern wieder. Das heutige Corps Suevia wurde am 27. März 1810 gestiftet und ist damit die älteste Heidelberger Studentenverbindung. Gemeinsam mit den damaligen Corps Curonia, Rhenania, Vandalia und Hannovera unterzeichnete Suevia den SC-Comment des Heidelberger Senioren-Convents vom 1. Juni 1810, in welchem erstmals der Begriff „Corps“ in einem Comment verwandt wurde. 1844 wurde durch Angehörige der Suevia die burschenschaftliche Reformverbindung Alemannia gegründet (nicht zu verwechseln mit der Burschenschaft Allemannia Heidelberg). Das Corps Suevia gehörte 1848 zu den Gründungsmitgliedern des Kösener Senioren-Convents-Verbandes (KSCV). Suevia ist eines der badischen Landescorps und war im 19. Jahrhundert bis in das 20. Jahrhundert hinein fest in der Beamtenschaft des Großherzogtums Baden verwurzelt, rekrutiert aber auch Studenten aus Norddeutschland.

### Zweiter Weltkrieg bis heute
Nach der Suspension 1935 beteiligte sich die Altherrenschaft an der Bildung der Heidelberger SC-Kameradschaft „Axel Schaffeld“ und stellte dieser auch das Corpshaus zur Verfügung.
1971 war Suevia präsidierendes Vorortcorps im KSCV und stellte auch 2003 und 2005 die Münchner und Passauer Vorsitzenden des oKC.
Der Asteroid des mittleren Hauptgürtels (417) Suevia ist nach der Vereinigung benannt.

## Auswärtige Beziehungen
Aufgrund der Struktur seiner Verhältnisse zu anderen Corps wird das Corps Suevia zum blauen Kreis gezählt. Es unterhält offizielle Beziehungen zu den Corps Isaria, Teutonia Marburg, Hannovera Göttingen, Austria Frankfurt am Main, Guestphalia Bonn und Rhenania Freiburg.

## Corpshaus

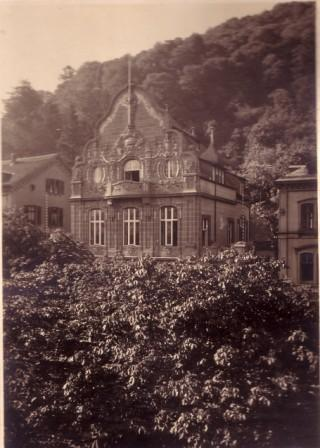
Corpshaus der Suevia, um 1927

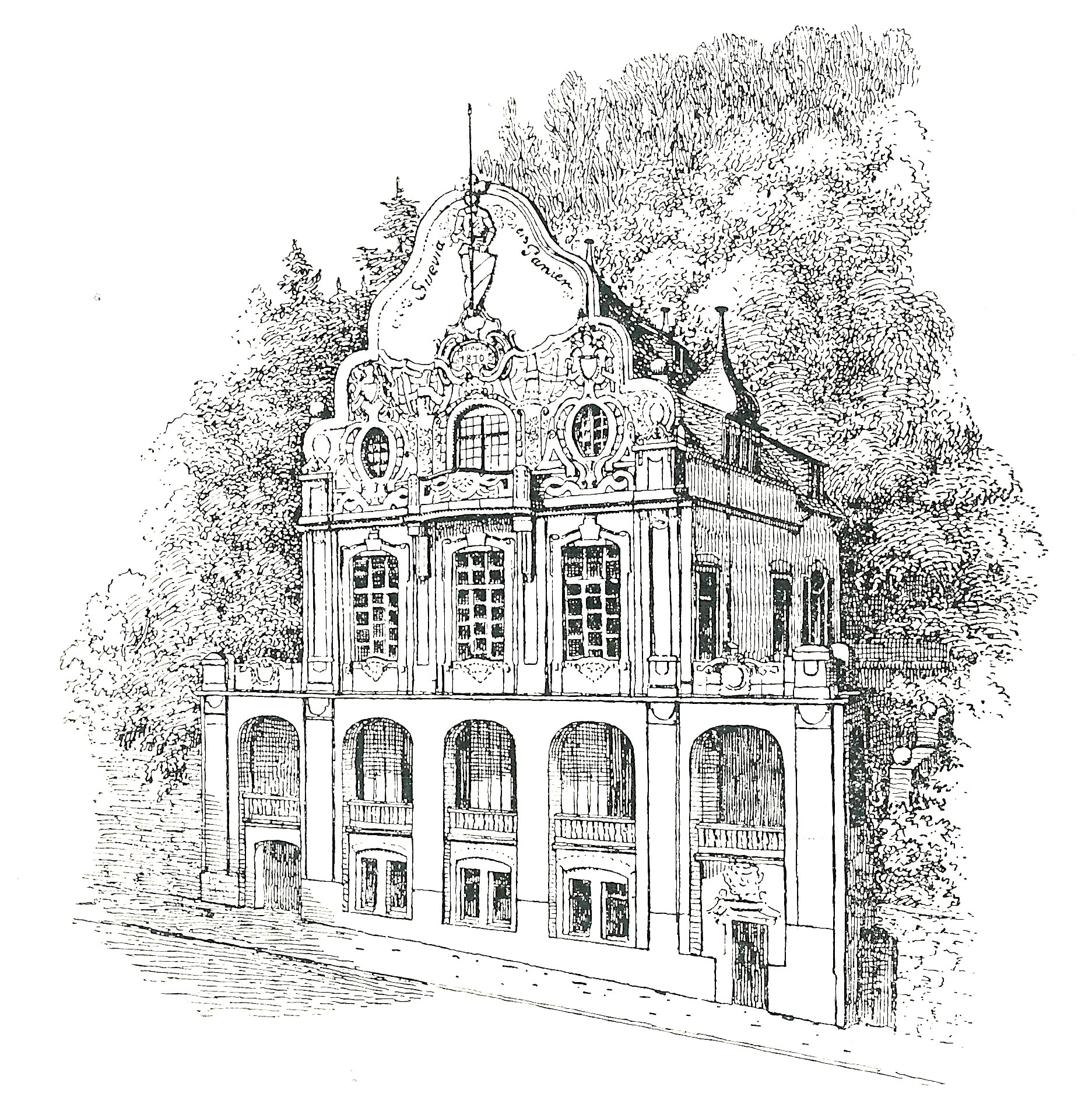
Corpshaus vor 1910

Kneipsaal auf dem Corpshaus der Suevia, 1905

Bis in die 1870er Jahre befand sich die Kneipe der Schwaben in der „Reichskrone“, ehe das erste eigene Haus im ehemaligen „Eisenhardtschen Bierkeller“ erworben wurde, der ab dem Sommersemester 1904 nach Plänen des Mannheimer Architekten Rudolf Tillessen zum heute noch bestehenden Haus grundlegend umgebaut wurde. Am 20. Mai 1905 wurde in Gegenwart des badischen Erbgroßherzogs die Hauseinweihung zelebriert. Wegen des beim Bau des Schwabenhauses verwendeten seltenen Gesteins (Quarztrachyt), das aus einer Gesteinsformation im Siebengebirge stammt, wird das Haus gelegentlich auch als „Drachenfels“ bezeichnet. Besonders beeindruckende Auszüge dieses Gesteins kann man im Keller des Hauses betrachten, der aus diesem Grund auch Felsenkeller genannt wird. Vom alten Haus sind noch einige wenige Relikte erhalten, doch der Bau von 1904/1905 ist in sich geschlossen im Originalzustand, einige wenige neue Einbauten wie etwa sanitäre Einrichtungen stören den Gesamteindruck nicht. Das Schwabenhaus zeigt sich damit wie zu seiner Erbauungszeit durchgängig in der Formensprache des frühen Jugendstil. Besonders deutlich wird das am äußeren Dekor des geschwungenen Giebels mit der monumentalen stilisierten Figur eines Ritters. Auch die Repräsentationsräume im Inneren atmen diesen Stil, wobei der Kneipsaal, der über besonders schöne Fenster mit feiner Wappenmalerei verfügt, seine ursprüngliche Gestaltung erst 1955 zurückerhielt, denn von 1945 bis dahin wurde er als Synagoge für Soldaten jüdischen Glaubens der in Heidelberg stationierten US-Streitkräfte und auch für ortsansässige jüdische Mitbürger genutzt.

## Bekannte Mitglieder
Bekannte Mitglieder sind unter anderem:
- Friedrich II. (1857–1928), Großherzog von Baden
- Ludwig Wilhelm von Baden (1865–1888), Großherzoglicher Prinz, Markgraf von Baden und Herzog von Zähringen
- Max von Baden (1867–1929), letzter Reichskanzler des Kaiserreiches bis November 1918
- Ernst Bassermann (1854–1917), Vorsitzender der Nationalliberalen Partei, Fraktionsvorsitzender der Partei im Deutschen Reichstag
- Bernhard von Beck  (1821–1894), Chirurg, preußischer Generalarzt
- Otto Binswanger (1852–1929), Psychiater
- Philipp Bockenheimer (1875–1933), Geh. Sanitätsrat, Hochschullehrer für Chirurgie an der Friedrich-Wilhelms-Universität, Berlin und Reiseschriftsteller
- Robert Bosse (1832–1901), Preußischer Kultusminister und Vorsitzender der Kommission für das neue Bürgerliche Gesetzbuch
- Theodor Bumiller (1864–1912), Forschungsreisender
- Maximilian Joseph von Chelius (1794–1876), Augenarzt und Chirurg
- Anton Christ (1800–1880), Jurist, Politiker, Mitglied der Frankfurter Nationalversammlung
- Ludwig Dill (1812–1887), deutscher Verwaltungsjurist und Amtsrichter, Dichterjurist und Komponist
- Carl August Emge (1886–1970), Rechtsphilosoph und Rechtssoziologe
- Rudolf von Freydorf (1819–1882), badischer Minister
- Hans Görnert (1934–2021), Jurist und Politiker, Oberbürgermeister von Gießen
- Volker G. Heinz (* 1943), Rechtsanwalt und Notar; Fluchthelfer in Berlin
- Werner Knieper (1909–1977), Chef des Bundeskanzleramtes (1966–1967)
- Adolf Kußmaul (1822–1902), Internist, Gastroenterologe und Dichter
- August Lamey (1816–1896), badischer Politiker
- Adolf Marschall von Bieberstein (1842–1912), Reichsaußenminister
- Eberhard Naujoks (1915–1996), Historiker
- Albert Neuhaus (1873–1948), Reichsminister für Wirtschaft (1925–1926)
- Ferdinand Pachten (1861–1944), Rechtsanwalt und Notar, Aufsichtsratsmitglied der Collet & Engelhard Werkzeugmaschinenfabrik AG, Vorsitzender des Vorstandes des Carolinums der Goethe-Universität Frankfurt
- Fritz Ries (1907–1977), Jurist, Industrieller, Mitglied der NSDAP und Besitzer des Kriegsverdienstkreuzes
- Ferdinand Karl Roeder von Diersburg (1848–1926), preußischer Generalmajor
- Klaus F. Röhl (* 1938), Rechtssoziologe und Hochschullehrer
- Hans Christian Röhl (* 1964), deutscher Jurist und Hochschullehrer
- Fritz Roessler (1870–1937), Industrieller
- Hanns-Eberhard Schleyer (* 1944), Jurist, Politiker und Verbandsfunktionär
- Hanns Martin Schleyer (1915–1977), deutscher Arbeitgeberpräsident, SS-Führer und RAF-Opfer
- Alexander Spengler (1827–1901), Mediziner, Freiheitskämpfer in der Märzrevolution 1848, Begründer der Luftkur in Davos
- Carl Spengler (1860–1937), Chirurg und Bakteriologe
- Franz Volk (1823–1890), Revolutionär, Arzt, Historiker, Bürgermeister von Offenburg
- Eduard Wlassack (1841–1904), Kanzleidirektor der Wiener Hoftheater
- Eckart Würzner (* 1961), Politiker, Oberbürgermeister von Heidelberg